# Acantholimon karadarjense
Acantholimon karadarjense är en triftväxtart som beskrevs av Igor Alexandrovich Linczevski. Acantholimon karadarjense ingår i släktet Acantholimon och familjen triftväxter. Inga underarter finns listade i Catalogue of Life.